# 薇拉·魯賓
薇拉·魯賓（英語：Vera Rubin，1928年7月23日—2016年12月25日），婚前姓古柏（Cooper），美國天文學家，為研究星系自轉速度的先驅。其知名的研究工作是發現了實際觀察的星系轉速與原先理論的預測有所出入。這個現象後來被稱作星系自轉問題。
薇拉·魯賓的相關工作可以從BBC所出版的紀錄片《我們大部分的宇宙不見了》（Most of Our Universe is Missing）看到。

## 研究工作
暗物質是目前解釋星系自轉問題最熱門的理論。有一小部分人支持修改引力理论，魯賓也是其中一員。對此她這麼說到：「以我個人而言，我會說牛頓定律應該對大尺度的重力效應作修正，這比宇宙中充滿了未知的新粒子要來得吸引人多了。」
當魯賓1948年畢業於瓦瑟學院之後，她試著進入普林斯頓大學研究天文，卻因其女性身分而受到拒絕。該系一直到1975年才開放女性入學。後來她申請了康乃爾大學。在菲利普·莫里森、理察·費曼及漢斯·貝特等人的指導下學習物理，並於1951年取得碩士學位。之後又於1954年，在喬治城大學取得博士學位。
許多知名大學授予薇拉·魯賓榮譽博士學位，其中包括哈佛大學和耶魯大學。魯賓的工作生涯大部分在華盛頓卡內基科學研究所度过，並且是美國國家科學院和宗座科學院的一員。截至目前為止，她與他人合作了114篇學術論文。

## 榮譽

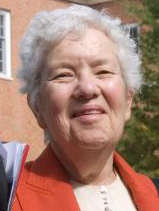
薇拉·魯賓于2009年

美國眾議院2019年7月23日批准將興建中的大型綜合巡天望遠鏡（Large Synoptic Survey Telescope，簡稱 LSST）命名為薇拉·鲁宾天文台（Vera C. Rubin Observatory），紀念這位已故的卡內基科學研究所（Carnegie Institute of Science）女天文學家，因她證實了星系中有暗物質的存在。英伟达将于2026年下半年推出的微架構将以她的名字 Vera Rubin 命名。

## 個人生活
魯賓的四個孩子都取得了自然科學或數學的博士學位。大衛（1950），進行美國地質調查的地質學家。朱迪思·楊（1952-2014），麻州大學天文學家。卡爾（1956），加州大學爾灣分校數學家。艾倫（1960），普林斯頓大學地質學家。
她晚年罹患失智症，住進普林斯頓的一處安養中心多年後，於2016年12月25日逝世，享年88歲。

### 宗教觀點
魯賓是一位嚴謹的猶太教徒，她認為科學與宗教並不存在衝突。在一次訪問中，她說到：「在我的生活裡，科學與信仰是分開的。身為猶太人，信仰對我而言是一種行為準則與某種歷史認同。我試著在進行科學工作時遵照這些準則。我相信科學應該被如此看待，它幫助我們了解人在自然中所扮演的角色」

## 著作
Bright Galaxies Dark Matters (Masters of Modern Physics), AIP Press, 1996, ISBN 1-56396-231-4

## 延伸閱讀
- Robert Rubin, "Vera Rubin" in OUT OF THE SHADOWS: Contributions of 20th Century Women to Physics, Nina Byers and Gary Williams, ed., Cambridge University Press 2006.

## 外部連結
- Vera Rubin at Department of Terrestrial Magnetism, Carnegie Institution of Washington （页面存档备份，存于）
- Vera Rubin autobiography notes at Scientific American （页面存档备份，存于）
- Vera Rubin in CWP at UCLA
- Vera Rubin's Dark Universe
- Vera Rubin and Dark Matter, American Museum of Natural History
- Vera Rubin at Peter Gruber Foundation
- Astronomical Society of the Pacific: Women in Astronomy
- Lake Afton Public Observatory: Women in Astronomy （页面存档备份，存于）
- Princeton University 2005 honorary degrees press release （页面存档备份，存于）
- Oral History interview transcript with Vera Rubin 21 September 1995, American Institute of Physics, Niels Bohr Library and Archives （页面存档备份，存于）
- Adler Planetarium Women in Space Science Award